# Quintus Salvidienus Rufus

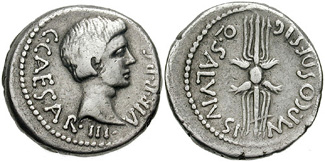
Denarius van Quintus Salvidienus Rufus; zijn naam staat in de legende op de keerzijde van de munt vermeld

Quintus Salvidienus Rufus, soms met de toevoeging 'Salvius' (circa 65 v.Chr.? - Rome, 40 v.Chr.) was een Romeins generaal. Hij was een naaste adviseur van Gaius Julius Caesar Octavianus (Augustus) gedurende de vroege jaren van diens politieke leven.
Ondanks zijn nederige afkomst was Salvidienus Rufus een van Octavianus' beste vrienden, samen met Marcus Agrippa en Gaius Cilnius Maecenas. Beiden waren bij Octavianus in het Illyrische Apollonia ten tijde van de moord op Gaius Julius Caesar in 44 v.Chr..
Salvidienus Rufus was een van de meest vertrouwde generaals gedurende de daardoor ontstane burgeroorlog. In 42 commandeerde hij Octavianus' vloot tegen Sextus Pompeius, die Sicilië had veroverd en invallen pleegde langs de Italiaanse kust. Salvidienus Rufus werd echter verslagen in een zeeslag bij Rhegium, voornamelijk door de onervarenheid van zijn leger. Toen Octavianus vanuit Griekenland terugkwam na de Slag bij Philippi, werd Salvidienus Rufus naar Spanje gestuurd met zes legioenen, maar moest halsoverkop naar Italië terugkeren om Lucius Antonius te bestrijden, in wat de Oorlog van Perusia zou gaan heten. Rufus veroverde de stad Sentinum en omsingelde, samen met Agrippa, het leger van Lucius Antonius in het goed verdedigbare Perusia. Na een belegering van een aantal maanden moest Lucius Antonius zich overgeven, in de winter van 40 v.Chr.. Daarna zond Octavianus Rufus naar Gallia als gouverneur, met elf legioenen.
Hij zou ook consul zijn geworden voor het jaar 39, hoewel hij geen senator was. Vóór het zover was, bood Rufus zijn legioenen aan Marcus Antonius aan. Deze daad van hoogverraad werd door Antonius aan Octavianus onthuld, want de beide vijanden hadden een overeenkomst met elkaar gesloten, het Verdrag van Brundisium. Quintus Salvidienus Rufus werd ter dood veroordeeld in de herfst van 40. Of hij geëxecuteerd werd of zelfmoord pleegde, is omstreden.